# 워터 슬라이드

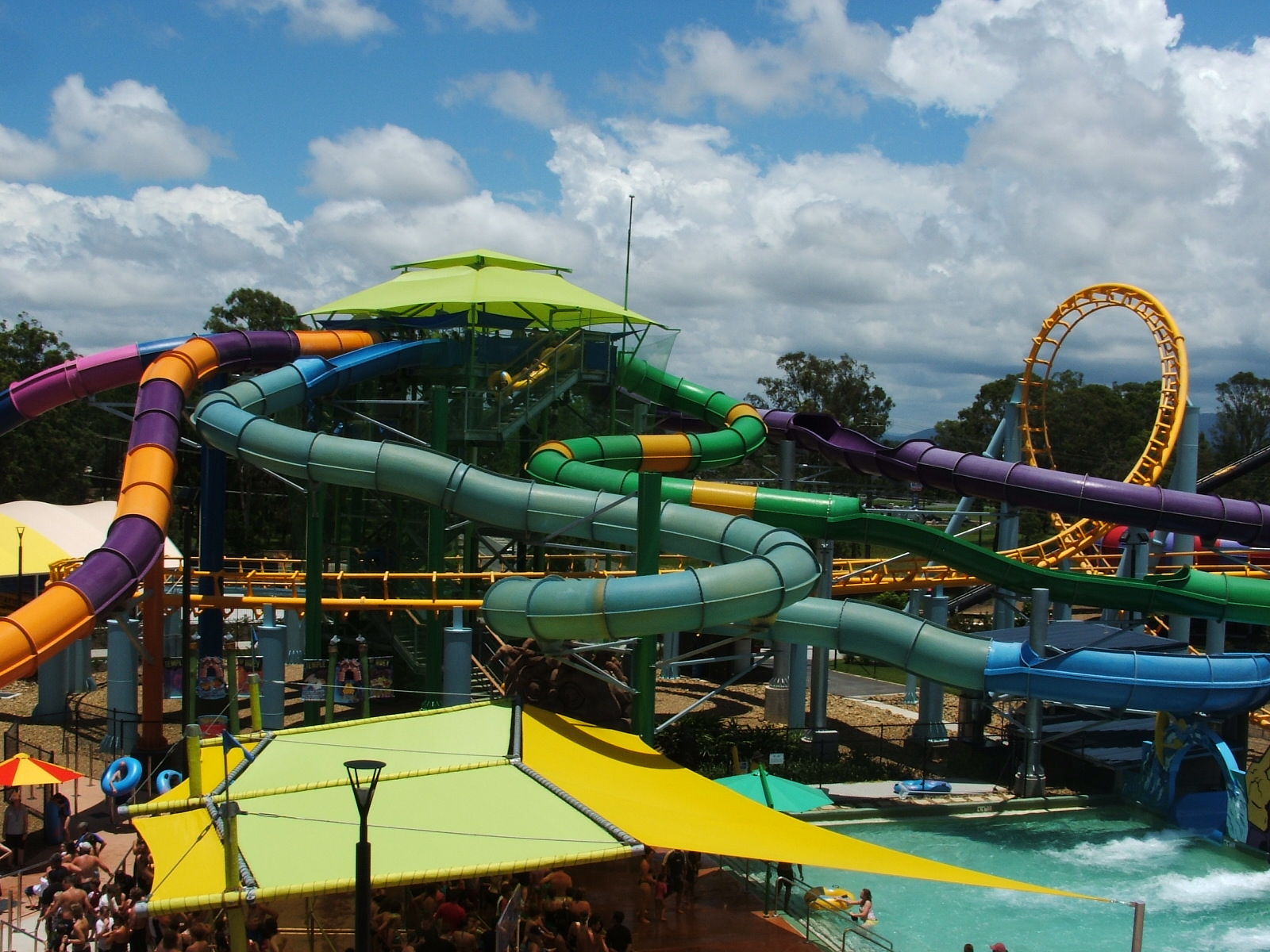
오스트레일리아 화이트워터 월드(WhiteWater World)의 워터 슬라이드

워터 슬라이드(water slide)는 수영장 시설 등에 설치되는 유희 시설이며, 긴 미끄럼틀의 일종이다.

## 같이 보기
- 플룸라이드